# 川又静香
川又 静香（かわまた しずか、1988年6月8日 - ）は、日本の女流プロ雀士で、元タレント、元アイドル、元モデル。バラエティ番組、モデル、女優、グラビア、歌手、ナレーションなどマルチに活動していた。
秋田県鹿角市出身。有限会社スターブリッジプロモーションに所属していた。それ以前の所属事務所は、AIMであった。2015年10月末を以って芸能界を引退した。
その後日本プロ麻雀協会に入会し、現在は女流プロ雀士として活動するほか、アイドルグループ「More」のメンバーとして活躍している。
身長157cm。スリーサイズはバスト83cm、ウエスト56cm、ヒップ81cm。血液型はO型。

## 略歴
- 秋田県鹿角市出身。
- 私情により17歳の時に新潟県へ。
- 2007年より、新潟でモデル活動を始めローカルCMや雑誌などで活躍。
- 2011年より同事務所の白岩英里子、柏木友梨、上山紗奈の4人でユニット「B-Limit.」にてライブ活動を始めた。
- 2011年12月から2012年10月まで、深侶ひろみ、谷川えりかの3人で新生「B-Limit.」としてライブ活動を行った。
- 2015年9月30日付のブログで、同年10月末日を以って、スターブリッジプロモーションを退社、芸能界を引退することを発表した[1]。
- 2015年10月に日本プロ麻雀協会13期後期で入会し、女流プロ雀士としての活動を始め、同年12月にアイドルグループ「More」に加入[2]。2020年12月にMoreが解散する[3]。

## 人物
- 特技は剣道で二段を持っている。
- 趣味は節約。
- 兄が2人いる[4]。
- ハローキティとアニメが好き。
- 野原しんのすけのものまねが得意。

## 主な出演

### テレビ
- トミータイム (2009年、iTSCOM ch Access）
- 情報プレゼンター とくダネ!（フジテレビ）
- 遠藤淳レギュラー NOハンドキャッチーズ（2010年1月-6月、テレビ東京）
- ZAK THE QUEEN（2010年、エンタ!371）
- ぐるぐるナインティナイン（日本テレビ）
- まさかのホントバラエティー イカさまタコさま（2011年、TBS）
- みんなのアメカン（2012年、日本テレビ）
- マツコの知らない世界（TBS）
- テリー伊藤の東京ひとり暮らし娘（2012年、ひかりTV）
- 心・技・体・感（日本レジャーチャンネル）ナレーション
- 世界一受けたい授業（2012年、日本テレビ）
- oh！どや顔サミット（2012年、日本テレビ）
- 中居正広の金曜日のスマたちへ（2013年、TBSテレビ）
- 『ぷっ』すま（2013年、テレビ朝日）
- ブラックミリオン（2013年、テレビ東京）
- 週刊オトコ自身 第68話（2013年、BeeTV）

### ドラマ
- リアル・クローズ（2009年、関西テレビ）店員 荻野 役

### インターネットテレビ
- 川又静香のしずかにしなさい!（popix.tv）メインMC
- みんなの願いを叶えたい!火曜（あっ!とおどろく放送局）
- ウラケン（あっ!とおどろく放送局）
- あっ!とNOW（あっ!とおどろく放送局）
- 岸田健作アワー!笑っていんじゃん!（NPOP.TV）
- B-Limit.のロケットチャレンジャー（あっ!とおどろく放送局）

### ラジオ
- あきげんの江東上陸作戦（レインボータウンFM）
- DYNAMITE ROCK'N'ROLL NIGHTS“NEVERMIND!!”「かながわIQのGALACTICA GOLDENBALL（FM-FUJI）
- すぎはら美里のガールズミリタリー（レインボータウンFM）レギュラー
- ストロボナイト！（FM NACK5）

### ナレーション
- 競艇場紹介ナレーション（平和島競艇場、唐津競艇場）

### 舞台
- 「天国」(2010年)　座長：岸田健作　脚本：ブラジリィー・アン・山田　演出：成島秀和（こゆび侍）※企画・製作:株式会社AIM
- したまち演劇祭「二人で嘘を」(2010年)
- アリスインプロジェクトｘ劇団女神座「ももいろナースステーション」(2011年)  - 赤組 田口優理 役
- アリスインプロジェクト「ラフィン 笑いの免許証」（2013年） - 星組 五島静江 役
- 「ボッコ〜上野より愛をこめて〜」（2013年）

### CM
- 新潟「ビックダイエー」
- 新潟「角上魚類」
- JA新潟

### 紙面
- 新潟Komachi
- 新潟結婚賛歌
- 新潟美少女図鑑
- リラックスじゃらん
- 月刊Audition
- 週刊SPA!
- WEEKLYファミ通
- 夕刊フジ

### ミュージックビデオ
- CLUB PRINCE faet. IKECHAN「祭の神」（2009年）
- 関ジャニ∞ 「あおっぱな」（2012年）

## 作品

### シングル
- あしたのさくら（2010年）

NOハンドキャッチーズ デビュー曲。着うた配信
- Chance/Limit（2012年6月15日）B-Limit.名義

### アルバム
参加作品
- Star☆Lady House

4. 負けないで

### イメージビデオ
- FIRST LOVE（2012年5月31日、BNS）